# Обуджі
Обуджі (груз. ობუჯი) — село в Грузії.
За даними перепису населення 2014 року в селі проживає 706 осіб.